# Jorge Melício
Jorge Melício (Lobito, 20 de Março de 1957) é um escultor angolano que reside actualmente em Lisboa, Portugal desde os 7 anos de idade.

## Biografia
Frequentou a Escola de Artes Decorativas António Arroio e a Escola Superior de Belas-Artes de Lisboa. A sua obra plástica reparte-se por várias modalidades. O modo que caracteriza a sua actuação nos diversos domínios tem como resultado trabalhos exaustivos cuja dedicação traduz o seu empenho e persistência. Do desenho e da pintura transita para as artes do fogo, sem descurar a insistência em que as primeiras disciplinas o envolvem. Encara porém a cerâmica, designadamente a azulejaria, com uma avidez que se torna obsessão. Essa constante caminha a par do design, do restauro de estuques decorativos, do vitrinismo, da arquitectura de interiores.
A escultura é outra das modalidades a que dedica especial atenção, com evidência superlativa nos trabalhos de bronze, em que se define praticamente num campo de representação exclusiva do hiper-realismo português.
Melício é actualmente um dos melhores escultores angolanos e do hiper-realismo mundial.

## Obra
Da textura da pedra, que esculpe nos anos setenta no seu atelier de Pêro Pinheiro, fazendo uso de maquinaria industrial, Melício transporta-se para experiências com outros materiais, culminando no gesso e sua fundição em metal.
Dinamizador cultural no Município de Lisboa durante uma dezena de anos, assume igualmente funções de docência no domínio das artes plásticas.
Com obras dispersas por museus, instituições e colecções privadas, merecem contudo atenção as de maior visibilidade pública, como o friso em tela que encima a porta de entrada da Brasileira do Chiado; as esculturas de bronze hiper-realistas que animam várias localidades portuguesas, designadamente o grupo escultórico «Família» do Jardim Fernando Pessa, ao lado da Assembleia do Município de Lisboa; ou o recente monumento de cerâmica dedicado à vida e obra da Rainha Santa Isabel, no perímetro envolvente do edifício-sede da Caixa Geral de Depósitos, em Lisboa. Foi seleccionado pela administração do Metropolitano de Lisboa para a decoração de uma das suas estações.

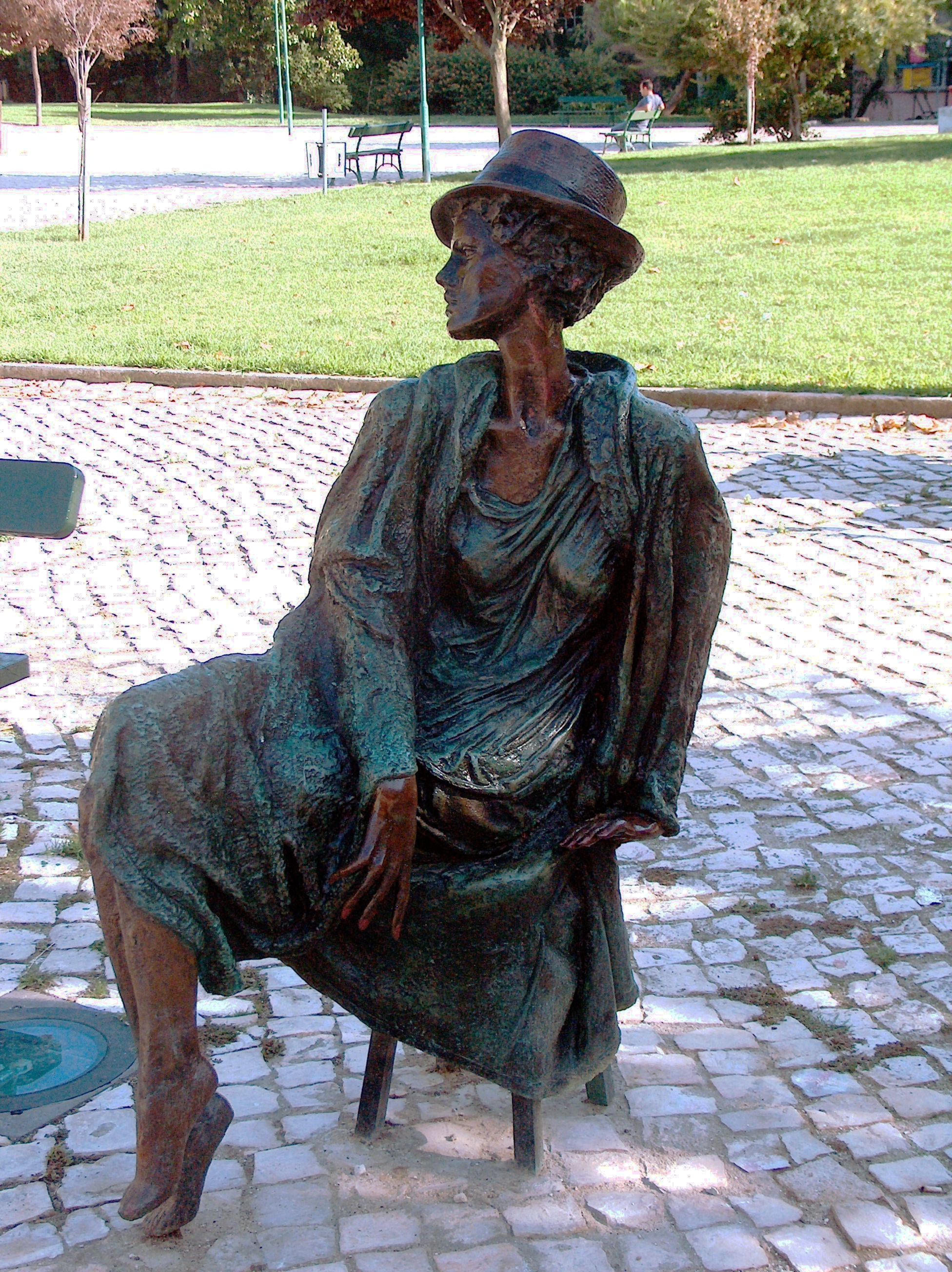
Escultura em bronze do conjunto A Família.

- A Família (Conjunto de quatro peças em bronze)

## Prémios
- Medalha de Bronze do Museu Diogo Gonçalves (Portimão)
- Prémio de Design ICS Para Embalagens (Milão)

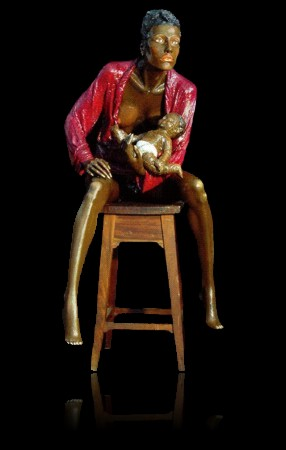
Escultura em bronze de Mãe com Bebé.

- Medalha de Prata (Castelo Branco)

## Multimédia
- Entrevista da RTP África a Jorge Melício em 28-10-2007
- Entrevista de Rui Unas a Jorge Melício no Cabaret da Coxa transmitida pela Sic Radical